# Darby Bank
Darby Bank – ławica (bank) w kanadyjskiej prowincji Nowa Szkocja, w hrabstwie Halifax, na południowy wschód od miejscowości Halifax (44°33′37″N, 63°08′49″W); nazwa urzędowo zatwierdzona 2 marca 1961.